# 黃光彬
黃光彬（？—？），號質軒，福建連江縣青塘人。清朝政治人物，同進士出身。

## 生平
黃光彬於道光二十六年（1846年）中式丙午恩科舉人，道光二十七年（1847年）聯捷張之萬榜三甲進士。以即用知縣分發湖北。咸豐元年（1851年），分校鄉試。同年冬，補石首縣知縣。其地瀕臨長江，堤防常被沖毀。黃光彬到任後，籌資修築江堤，保障人民。咸豐二年（1852年），太平軍攻入湖北，石首數次被圍，黃光彬率鄉勇抵抗，并請川軍助剿，確保縣城不失，并克復華容、監利。
同治元年（1862年），經安徽巡撫李續宜奏請調用，黃光彬攝英山縣事，任內繼續嚴堵太平軍及捻軍。後曾國藩、喬松年又保奏留用，補廬江縣。當時廬江方被清軍收復，百廢待興。黃光彬任職五載，修建文廟，清理田課，處理各種善後事宜。
二十年間，黃光斌歷官兩省三縣。去職之時，以剩餘俸祿購買書籍數十箱歸鄉，主講鼇江書院八年，卒年七十三。民國《連江縣志》有傳。